# قرار مجلس الأمن التابع للأمم المتحدة رقم 1915
قرار مجلس الأمن التابع للأمم المتحدة رقم 1915، الذي تم تبنيه بالإجماع في 18 مارس 2010، بعد التذكير بالقرارات 827 (1993)، 1581 (2005)، 1597 (2005)، 1613 (2005)، 1629 (2005)، 1660 (2006)، 1668 ( 2006)، 1800 (2008)، 1837 (2008)، 1849 (2008)، 1877 (2009) و1900 (2009)، سمح المجلس، بموجب الفصل السابع من ميثاق الأمم المتحدة، بزيادة مؤقتة في عدد القضاة في المحكمة الجنائية الدولية ليوغوسلافيا السابقة للعمل بعد انتهاء فترة ولايتهم لتمكينهم من إكمال العمل في القضايا التي انخرطوا فيها.
وأشار المجلس، في قراره 1900، أن عدد القضاة يمكن أن يتجاوز الحد الأقصى البالغ 12 قاضيا المنصوص عليه في النظام الأساسي للمحكمة الدولية إلى 13 قاضيا كحد أقصى، ويعود إلى 12 بحلول نهاية آذار / مارس 2010. ومع ذلك، وبسبب ظروف غير متوقعة، لم يحدث هذا بسبب التأخير في إصدار الحكم في قضية بوبوفيتش. وفي هذا الصدد، أعرب المجلس عن اقتناعه باستصواب السماح بالزيادة المؤقتة في العدد الإجمالي للقضاة المخصصين.
كانت المحكمة الجنائية الدولية ليوغوسلافيا السابقة، التي أُنشئت بموجب القرار 827 (1993)، محكمة قانونية تابعة للأمم المتحدة تتعامل مع جرائم الحرب التي وقعت خلال نزاعات أوائل التسعينيات التي أعقبت تفكك جمهورية يوغوسلافيا الاشتراكية الاتحادية.